# Tatsuhiko Kubo
Tatsuhiko Kubo, född 18 juni 1976 i Fukuoka prefektur, Japan, är en japansk tidigare fotbollsspelare.